# Paul Coletti
Paul Coletti (Edimburgo, 1959) es un viola escocés.

## Biografía
Hijo de padres italianos, recibió sus primeras lecciones de violín a los ocho años. A los 18 años se convirtió en alumno de Alberto Lysy en la Academia Internacional de Música Menuhin en Suiza
a donde regresó a los 24 años después de un período de estudios de tres años en Estados Unidos como profesor de viola y música de cámara. Durante su época de estudiante tuvo más de 100 actuaciones con Lysy y también trabajó con Yehudi Menuhin muchas veces, Fue asistente de Sándor Végh y Don McInnes y también cuenta con Felix Galimir, Raphael Hillyer, Lillian Fuchs, William Lincer, Dorothy DeLay, Felix Andriewsky, Johannes Eskar, Jimmy Durrant, Lorand Fenyves, Gyorgy Sebok, Anna Chumachenco, János Starker y Zoltán Székely a sus profesores.
estudió en la Real Academia Escocesa, la Menuhin Music Academy, el Banff Center y la Escuela Juilliard. 
Coletti ha actuado como solista y como músico de cámara. En 1981 creó el dúo Coletti-Chastain junto a la violinista estadounidense Nora Chastain. Entre sus discos, destacan los realizados junto al pianista Leslie Howard, con quien ha grabado Märchenbilder de Robert Schumann o la transcripción para viola y piano que Franz Liszt realizó de la sinfonía Harold en Italia de Hector Berlioz.